# Jorge Ordóñez García
Jorge Ordoñez García (Getxo, 6 d'abril de 1976) és un futbolista basc, que ocupa la posició de migcampista.

## Trajectòria esportiva
Es va formar al planter del Reial Oviedo, tot jugant amb el primer equip cinc partits de la campanya 95-96 a la màxima categoria.
La resta de la carrera de Jorge Ordoñez ha transcorregut en equips de Segona B i Tercera, com la Cultural Leonesa, el Pontevedra CF, el CD Linares, el Benidorm CD, l'Astur o la Universidad de Oviedo.
La resta de la carrera de Jorge Ordoñez ha transcorregut en equips de Segona B i Tercera, com la Cultural Leonesa, el Pontevedra CF, el CD Linares, el Benidorm CD, l'Astur o la Universidad de Oviedo.